# 聚乙烯醇
聚乙烯醇（Polyvinyl alcohol, PVA）是一种用途广泛的水溶性高分子聚合物，其性能介于塑料和橡胶之间。

## 性质
聚乙烯醇是一种固體，可呈白色粉末状、片状或絮状。玻璃轉化溫度60～85°C。聚乙烯醇含有許多醇基，具有極性，且可與水形成氫鍵，故能溶於極性的水。聚乙烯醇也可溶於熱的含羟基溶剂如甘油、苯酚等，不溶于甲醇、苯、丙酮、汽油等一般有机溶剂。
按聚合度可分为超高聚合度（分子量25～30万）、高聚合度（分子量17～22万），中聚合度（分子量12～15万）和低聚合度（分子量2.5～3.5万）。醇解度一般有完全醇解（醇解度98～100％）、部分醇解（醇解度87～89％）和醇解度78％三种。产品牌号中一般将聚合度的千、百位数字放在前面，醇解度放在后面，例如聚乙烯醇17-99即表示聚合度为1.7k，醇解度为99％。

## 制取
乙烯醇单体不稳定。聚乙烯醇不能从单体乙烯醇制备，只能通过聚醋酸乙烯酯部分或全部水解制取。具体过程为聚醋酸乙烯酯在碱作用下与甲醇反应制得。

## 用途
用途非常广泛，可用作浆料、涂料、黏著劑（例如透明膠水）、稳定剂、分散剂、乳化剂、增厚剂、感光剂和填充材料、史萊姆（玩具）等。
近日有集運公司使用聚乙烯醇製成的水溶膠袋作包裝物料。
在醫療應用方面, 聚乙烯醇微粒已獲得FDA批准用作栓塞顆粒。 在生物醫學工程研究方面, 聚乙烯醇已被研究用作人工軟骨、骨科醫療用途以及人造移植血管的材料。

## 毒性
无毒，对皮肤无刺激作用，不会引起皮肤过敏，但粉尘对眼部有刺激作用。